# Mycula
Mycula Schikora, 1994 è un genere di ragni appartenente alla famiglia Linyphiidae.

## Distribuzione
L'unica specie oggi attribuita a questo genere è stata rinvenuta in Europa centrale e meridionale: precisamente in alcune località dell'Austria, della Germania e dell'Italia.
Gli unici esemplari femminili reperiti in Italia sono stati rinvenuti nel territorio comunale di Borgo Valsugana (in provincia di Trento) nel 1965 e rimasti non determinati fino allo studio dell'aracnologo Thaler del 2000.

## Tassonomia
A dicembre 2011, si compone di una specie:
- Mycula mossakowskii Schikora, 1994[4] — Germania, Austria, Italia